# Carex paczoskii
Carex paczoskii är en halvgräsart som beskrevs av Zapal. Carex paczoskii ingår i släktet starrar, och familjen halvgräs. Inga underarter finns listade i Catalogue of Life.